# Кисаров, Владимир Владимирович
Владимир Владимирович Кисаров (род. 6 марта 1974, Ташкент, СССР) — российский актёр театра и кино, певец, пародист.

## Биография
Родился в 1974 году в городе Ташкенте.
В 1991 году поступил на театральный факультет Саратовской консерватории на курс Риммы Беляковой. В 1995 году окончил обучение, получив профессию актёра театра и кино. На актёрской ярмарке в Курске получил приглашение в театр драмы имени М. С. Щепкина (Белгород). Проработав в театре 3 месяца, уехал в Москву по приглашению от театра «Образ». В 1996 году по семейным обстоятельствам покинул Москву и вернулся в родной Ташкент, где после удачного прослушивания был зачислен в труппу Русского академического театра имени Горького.

## Творчество

### Роли в театре

#### Театр Ильхом
- «Носороги» Эжена Ионеско — Мсье Папийон
- «Король Юбю» Альфреда Жарри — Папаша Юбю
- «Квартал Тортилья-Флэт» Дж. Стейнбека — Дэни

#### Академический Русский театр драмы им. М. Горького
- «Все мыши любят сыр» Дьюла Урбан — Мышонок Шома
- «Жорж Данден или одураченный муж» Мольера — Клитандр
- «Замок в Швеции» Франсуазы Саган — Фредерик
- «Первая любовь Насреддина» Тимур Зульфикаров — Насреддин
- «Самоубийство влюбл`нных на острове небесных сетей» Мондзаэмон Тикамацу — Джихей
- «Влюблённый дьявол» Нины Садур — дон Альвар
- «Слуга двух господ» Карло Гольдони — Музыкант

#### Арт-театр Аладдин
- «Трамвай „Желание“» Теннесси Уильямса — Митч
- «Дикарь» Алехандро Касона — Пабло
- «Единственный наследник» Реньяра — Эраст
- «Сокровище на острове Пеликан» Д. Б. Пристли — Берт Симсон

#### Независимый театральный проект
- 2012 — «Вы не по адресу»[2] по пьесе М. Камолетти — Пьер

#### Мюзиклы
- «Караван звёзд» — актёр и музыкальный руководитель
- «12 стульев» — Остап Бендер, дворник Тихон, монтировщик Мечников
- «We Are The Champions» — режиссёр
- «We Will Rock You (мюзикл)» — Бритни, Биг Мак
- «Любовь и шпионаж» — Вадим Орлов
- « Я — Эдмон Дантес» — аббат Фариа, взрослый Фернан

### Фильмография
- 2004 — Операция «Цвет нации» — агент ФСБ
- 2005 — Кулагин и партнёры — риэлтор
- 2006 — Накануне осени (короткометражный) — Яков
- 2008 — Дар Божий — Антон
- 2009 — Воронины — Максим Куприянов
- 2010 — Папины дочки — Николай Колбасков (пародия на Николая Баскова) (286 серия)
- 2010 — Как я встретил вашу маму — Леонид Якубович
- 2011 — О чём ещё говорят мужчины — кавалер Вики
- 2011 — Молодожёны — Пётр Сергеевич, начальник Леры
- 2013 — Нереальная история — Уилл, друг Робин Гуда
- 2013 — Курьер из Рая — Сергей
- 2014 — Светофор (телевизионный сериал) — Эрнест, лидер фракции
- 2015 — Страна чудес — Леонид Якубович
- 2016—2019 — Полицейский с Рублёвки — депутат Роман Андреевич Акулов
- 2022 — Детективное агентство Мухича — депутат Роман Андреевич Акулов
- 2022 — Карамора — советник
- 2023 — Звёздный суд — Герман Балабовский, психотерапевт

#### Участие в телепроектах
- 2015 — Резонанс[3]